# Hadula graeseri
Hadula graeseri là một loài bướm đêm trong họ Noctuidae.